# Artuma Fursi
Artuma Fursi är ett distrikt i Etiopien. Det ligger i den centrala delen av landet, 220 km nordost om huvudstaden Addis Abeba.